# Моё второе я (телесериал)
Моё второе я (англ. My Secret Identity) — канадский телесериал, в главной роли Джерри О'Коннелл и Дерек Макграт . Показывался на телевидении с 1 сентября 1988 года по 1 мая 1991 года на CTV в Канаде, сериал также был показан консорциумом телеканалов в США. Сериал выиграл в 1989 году международную премию «Эмми» за выдающиеся достижения в области программирования для детей и юношей.

## Краткое описание сериала
Герой О’Коннелла, 14-летний Эндрю Клементс, который являлся другом доктора Бенджамина Джеффкоута (Макграт), пострадал от фотонного луча, в результате развив сверхспособности. Он использует эти способности в борьбе с преступностью, решая личные проблемы и помогая другим людям. Он скрывает свои способности от своей матери, сестры и друзей, за исключением Джеффкоута. Эндрю сначала называл себя «Ультраменом» (Ultraman), но это позже прекратилось.

## Суперспособности
Первоначально суперспособности Эндрю Клементса включали в себя сверхчеловеческую скорость, неуязвимость и полёт. Эндрю Клементс получает суперсилу после удара пучка фотонов во второй раз.
В первом сезоне Эндрю должен носить аэрозольный баллончик и использовать его, чтобы перемещаться по воздуху, так как его летающие способности ограничены, он может сделать себя почти невесомым, и двигаться вверх без всяких проблем, но он не может лететь вперёд или перемещаться вниз без какого-либо внешнего воздействия. Тем не менее, он может прыгать очень высоко, и сделать невозможный прыжок через себя. Во втором сезоне без объяснения причин Эндрю получает возможность перемещаться по воздуху без использования аэрозольного баллончика. Позже в этом сезоне, после того, как пучок фотонов во второй раз поразил Эндрю, он развивает сверхчеловеческую силу, но теряет свою неуязвимость.
В целом в сериале Эндрю теряет свою силу при воздействии какого-либо излучения (например, электромагнитные волны и рентгеновские лучи). В начальных сериях он не может вернуть себе суперсилу быстро после поражения. Позже в этих сериях он возвращает её сразу после облучения.

## Сюжет и герои
Основным объектом в шоу является вымышленный пригород Бриарвуд (Briarwood). Эндрю ходит в Бриарвудскую высшую школу, а его сестра Эрин ходит в другую школу.
Доктор Джеффкоут (предполагается, что он четвёртый самый умный человек в мире) был близким другом семьи, живущим по соседству, помогая миссис Клементс, но никогда не позволял ей знать о суперспособностях Эндрю.

## Главные герои
- Джерри О'Коннелл в роли Эндрю Клементса
- Дерек МакГрат в роли Доктора Бенджамина Мариона Джеффкоута
- Кристофер Болтон в роли Кирка Стивенса (1989—1991 гг.)
- Марша Моро в роли Эрин Клементс
- Ванда Кэннон в роли Стефани Клементс
- Элизабет Лесли в роли Рут Шеленбах